# Centrum obróbkowe

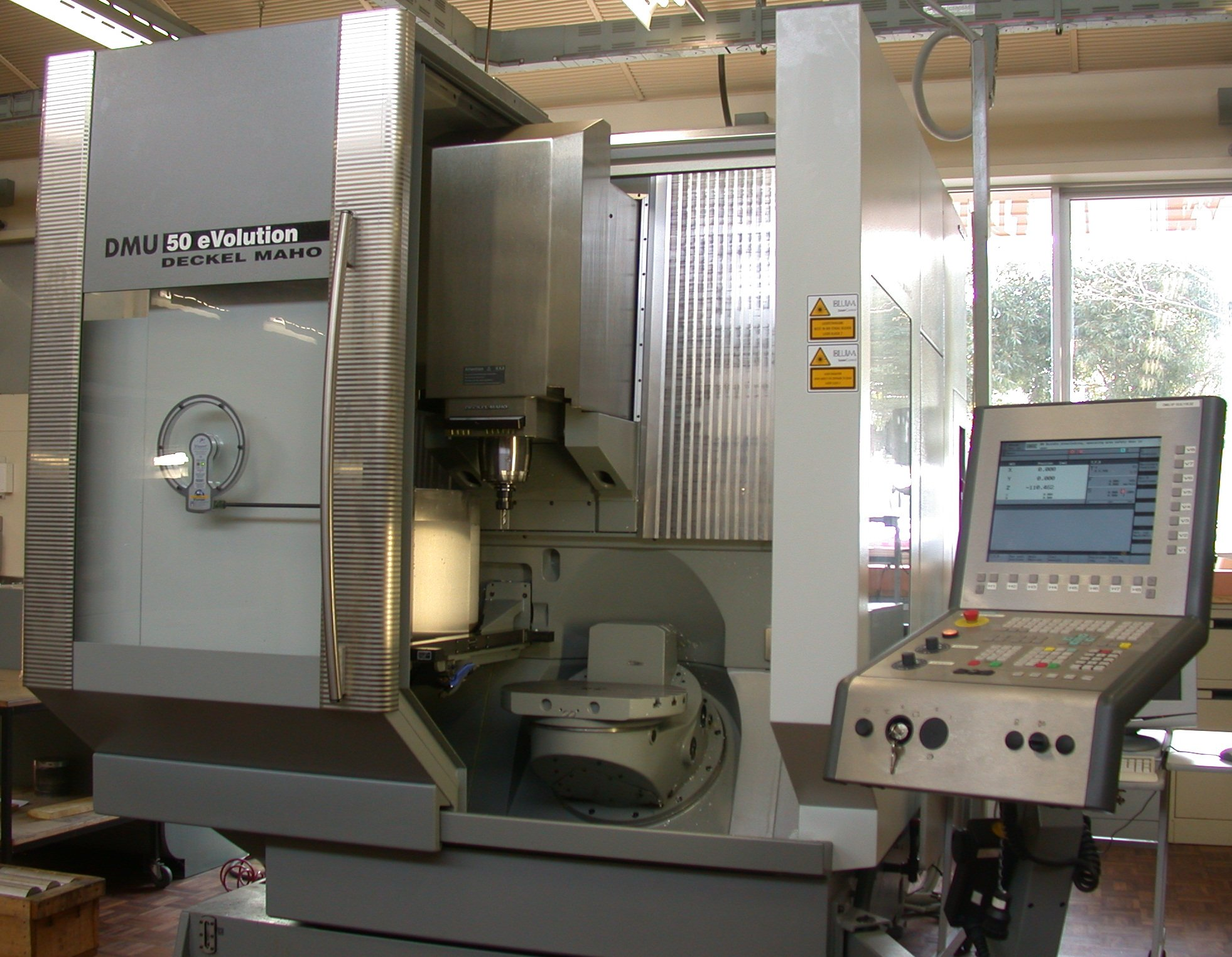
Centrum obróbcze

Centrum obróbkowe – maszyna umożliwiająca szybkie i precyzyjne wykonanie skomplikowanych elementów przy użyciu wielu narzędzi.
Obrabiarka może w czasie jednego cyklu korzystać z wielu narzędzi, automatycznie podawanych do wrzeciona zależnie od potrzeb. Jedna maszyna może np. wiercić, frezować, gwintować, rozwiercać.
Sterowanie takiej maszyny powierzone jest systemom sterowania CNC. Jest to najbardziej wydajny system sterowania stosowany w obróbce skrawaniem.